# Royale Factory
La Royale Factory est un café-théâtre café-concert situé au 2 Rue Jean Houdon à Versailles.
C'est une salle de cent soixante places configuration cabaret et cent quatre vingt quatre configuration théâtre, située en plein de cœur de Versailles, à deux pas du château. Ouverte depuis 2011, elle produit des spectacles d’humour tous les jeudis, vendredis et samedis, ainsi que des spectacles musicaux et jeune public.

## Historique
La Royale Factory a toujours été une salle de spectacle. En effet en 1874, le lieu s'appelait L'Alcazar de Versailles, dirigé par M. Muller, gérant de la Grande Brasserie de Strasbourg. A quelques pas de là, se trouvait également au 23 rue Jouvencel, la Brasserie strasbourgeoise de M. Gitz, qui n'est autre que l'actuel bar billard brasserie Le Montbauron.
Presque trente ans plus tard, le 10 novembre 1911, M. Brodmann construit au 2, Rue Jean Houdon un cinéma muet, le Casino-Cinéma. M. Brodmann demande en 1914 la réouverture de son Casino-Cinéma fermé à cause de l'interdiction des spectacles cinématographiques.
En 1914, l'affaire est cédée à  Ugo Ancilloti qui est aussi le propriétaire de l'Alhambra-Théâtre-cinéma de Versailles, situé au 1 Impasse des Chevau-Légers. Ugo Ancilloti est bien connu dans le milieu du cirque français pour avoir inventé et breveté son numéro de cycliste acrobate looping the loop qu'il produisit aux États-Unis dès 1904. Il tient d'ailleurs sa fortune de cette tournée et revient en France en 1907 où il achète une grande parcelle au 8, Avenue de Sceaux à Versailles avec l'idée d'en faire une grande et belle salle de cinéma, comme il a pu en fréquenter outre Atlantique, L'Alhambra-Cinéma. De fait, L'Alhambra-Cinéma, le Casino-Cinéma et le Pathé-Palace, situé rue Saint-Simon à Versailles, ouvriront tous trois en 1911.
Le 12 novembre 1921, la salle ferme ses portes quelque temps, afin de réparer une fuite de gaz provenant du moteur à gaz pauvre fournissant la lumière, et reprend du service à la fin des années 1920.

Après la seconde guerre mondiale le Palace devient Le Dauphin.
Cette salle de cinéma faisait partie de la fédération centrale des ciné-clubs de Versailles et projetait des films muets. En effet, des pièces avaient été achetées, servant à ralentir la vitesse de projection des appareils du cinéma afin de pouvoir projeter des films muets.
Après avoir essuyé un premier refus en 1961, Jean-Charles Edeline, premier président de la SFP (anciennement l'ORTF créée en 1964), obtient l'autorisation en 1967 de reconstruire un cinéma plus moderne, qu'il nomme C2L (Centre de Loisir et de Culture). En 1990, le C2L déménage rue Saint-Simon et deviendra l'actuel cinéma Le Roxane, celui du 2 rue Jean Houdon devenant alors une salle des ventes. À noter que l'actuel propriétaire du Roxane a été aussi propriétaire du cinéma Le Cyrano à Versailles.
Le 20 janvier 2011, la Royale Factory ouvre ses portes.

### Le festival d'humour et de café-théâtre de Rocquencourt
En Mars 2015 et mars 2016, se sont déroulées la 19e et la 20e éditions du Festival de Rocquencourt. Le gérant de la Royale Factory est alors appelé par l'AFR (association du Festival de Rocquencourt) afin d'assurer la direction artistique du Festival et de ce fait proposer une liste de 30 artistes dans le but d'en sélectionner 8 qui joueront lors des deux soirées de l'événement. La Royale Factory a également supervisé le déroulement artistique du Festival  (programmation des artistes, gestion des demandes techniques des artistes, etc.), et enfin parmi ses missions complémentaires, elle a pris en charge l'assistance à la gestion technique du Festival (Régie, équipements), l'assistance à la gestion des relations publiques (notamment descriptif des artistes), et pour finir la sélection d'un artiste/animateur du Festival.
A l'issue de ce festival, les candidats ayant reçu un prix ont été invités à jouer pour la soirée de Gala du Théâtre Montansier.

## Spectacles humoristiques
- 2011: Les Versaillais, Alex et sa guitare, Tatavel.Anthony Joubert
- 2012: Manoche, Sophie Forte, Frédérick Sigrist, Topick, Eric Bouvron, Gilles Détroit.
- 2013: Gustave Parking, Elisabeth Buffet, Julien Courbet.
- 2014: Willy Rovelli, Alex Vizorek, Régis Mailhot (de La Revue de presse).
- 2015: Christelle Chollet, Sophia Aram, Eddie Izzard, Pierre Croce, Max Bird, Thierry Rocher (de La Revue de presse).
- 2016: Jérémy Ferrari (première de son spectacle), Stéphane Guillon, Ben, Guillaume Meurice, Manu Payet, Olivier de Besnoit, Albert Meslay, Shirley Souagnon, Pascal Legitimus, Bernard Azimuth et Amelle Chahbi (Dans le cadre du Mois Molière)
- 2017: Karim Duval Olivia Moore, Les Glandeurs Nature et Elodie Poux (Dans le cadre du Mois Molière), Fabien Olicard, Charlotte de Turckheim.
- 2018: Les décaféinés, Anthony Joubert, jérémy Lorca. Diner de famille. Zize. Élodie Poux, Arnaud Tsamere en duo avec Ben Ensemble (sur scène) Sandrine Sarroche. Arnaud Cosson.Christelle Chollet. Steeven et Christopher. Akim Omiri.
- 2019: Christelle Chollet (N°5 de Chollet), Paris Comedy Club
- 2020: Jérémy Ferrari( Anesthésie Générale)  Arnaud Tsamere

- 2020: Arnaud Tsamere
- 2021: Anne Roumanoff Élodie Poux , Capucine
- 2022: Régis Mailhot Karim Duval Jean-Jacques Vanier

## Concerts
- 2011: Franck Avitabile, Peau, Malatesta, José Fallot (Du Jazz au Chesnay Parly 2).
- 2012: Red Fang, Mike Stern, Bazard et Bémol, Nina Van Hom, Sylvia Howard, Christian Vander (Batteur du groupe Magma), Betraying the Martyrs, Santos Chilemi, Awek.
- 2014: Jean-Christophe Laborde, Emmanuel Bex, Louis Moutin.
- 2017: Jeb Patton (Dans le cadre du festival de Jazz à Versailles).
- 2018 :Yannick Bourdelle e(s)t  Robert Lamoureux  .
- 2019: Barber Shop Quartet, Christelle Loury .
- 2020: Les Gloops .
- 2021: Wok n' Woll